# Bellevue (Nouvelle-Zélande)
Pour les articles homonymes, voir Bellevue.
Bellevue  est une banlieue de la cité de Tauranga, située dans la région de la baie de l’Abondance ou Bay of Plenty dans le nord de l’île du Nord de la Nouvelle-Zélande.

## Loisirs
Bellevue a un club d’athlétisme, qui prend part au championnat national .

## Incidents
Une femme a pris feu dans la banlieue en mars 2019, entraînant la fermeture de l’école locale .
2 jeunes filles furent prises en otages par leur père dans leur maison de Bellevue en novembre 2019, avant que la police ne tue le père .

## Éducation
- L’école de Bellevue School est une école publique, mixte, assurant le primaire [4] ,[5] avec un effectif de 411 élèves en mars 2019 [6].

- L'école intermédiaire d’Otumoetai (en) est une école publique, mixte, de type intermédiaire [7] , [8] avec un effectif de 870 élèves[9].

- Le collège d’Otumoetai (en) est une école secondaire d’état, mixte, assurant le secondaire et établi en 1965[10] ,[11] avec un effectif de 1 928 étudiants[12].